# Andrea I. Muzaka

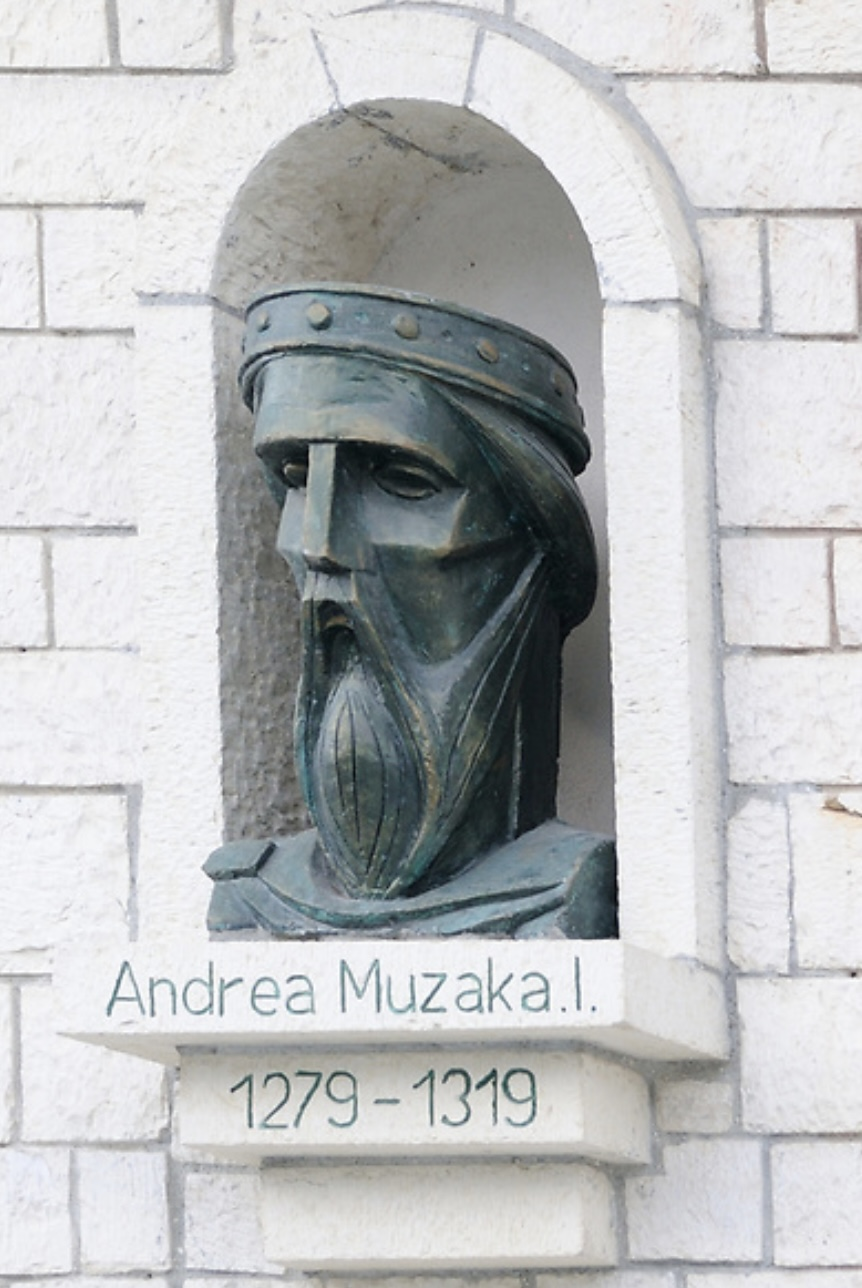
Andrea I. Muzaka – moderne Büste in Berat

Andrea I. Muzaka (auch Andreas Musachi; † 1319) war ein albanischer Fürst.

## Leben
Andrea Muzaka entstammte der vornehmen, im zentralen Albanien begüterten Adelsfamilie Muzaka. Sein Verwandter Gjon Muzaka bekämpfte 1279 als Verbündeter des byzantinischen Kaisers Michael VIII. Palaiologos die Expansionsbestrebungen Karls I. von Neapel, der 1272 ein kurzlebiges Regnum Albaniae um die wichtige Hafenstadt Durrës (Dyrrhachion) begründet hatte. Andrea Muzaka wurde Vasall Karls, der ihm den Titel „königlicher Marschall von Albanien“ verlieh.
Nach der weitgehenden Vertreibung der Anjou aus Albanien (1281) durch eine Koalition aus Byzantinern und einheimischen albanischen Kräften etablierte Andrea Muzaka eine faktisch unabhängige Territorialherrschaft, die das später nach der Familie benannte Gebiet Myzeqe westlich von Berat zwischen den Flüssen Devoll und Vjosa umfasste. Da er den hohen byzantinischen Hoftitel eines Sebastokrators trug, war er offenbar von Kaiser Andronikos II. formell als Gouverneur von Zentralalbanien anerkannt. Im Bündnis mit den Byzantinern hielt Muzaka auch den Serben stand, die unter König Stefan Uroš II. Milutin von Norden her nach Albanien ausgriffen. Sein Enkel Andrea II. Muzaka baute ab 1335 die Herrschaft der Familie in Zentralalbanien zum Fürstentum Muzakaj aus.

## Nachkommen
Andrea I. hatte zwei Söhne:
- Theodor I. Muzaka, Protosebastos lebte Ende des 13./Anfang des 14. Jahrhunderts, (Langhaar genannt)
- Mentulo oder Matarango, Graf von Clissania[5]